# 7,7 × 58 mm HR
Die 7,7 × 58 mm HR ist eine japanische  Patrone.

## Beschreibung
Die 7,7 × 58 mm HR (auch Arisaka Typ 92) ist eine Patrone, die in japanischen Maschinengewehren wie dem Typ 99 Verwendung fand. Aus ihr wurde die randlose 7,7 × 58 mm Arisaka entwickelt, weil sich in Versuchen herausgestellt hatte, dass die 7,7 × 58 mm HR zu stark für die Mehrladegewehre des Arisaka Typ 99 war.